# Dorm Daze - Un college di svitati
Dorm Daze - Un college di svitati (National Lampoon Presents Dorm Daze) è una commedia del 2003 diretta dai fratelli David e Scott Hillenbrand e scritta da Patrick Casey e Worm Miller. Il film è stato girato completamente in California, al botteghino in Russia ebbe un incasso di 400 000 dollari, mentre al botteghino USA, di soli 60 000 dollari.
L'uscita in DVD, nel 2004, ebbe una popolarità inaspettata, collocandosi al 12º posto per la vendite di DVD e incassando 2,13 milioni di dollari solo nella prima settimana.

## Trama
Durante il periodo prenatalizio, nel collegio universitario, Styles McFee contatta una squillo (Dominique) per suo fratello (Booker) ancora vergine. Nel frattempo, un altro studente (Wang) sta aspettando l'arrivo di una studentessa francese (Dominique) per uno scambio culturale. Gli equivoci cominciano quando Wang esce per lavoro e la studentessa francese non conoscendo perfettamente la lingua viene scambiata per la squillo.

## Curiosità
In una scena del film, sullo sfondo è raffigurata Alita, la protagonista del manga Alita l'angelo della battaglia di Yukito Kishiro. L'immagine è tratta da una delle copertine del sequel Alita Last Order.